# Torpiana
Torpiana è una frazione di 50 abitanti nel comune di Zignago, nell'alta Val di Vara, in provincia della Spezia.

## Geografia fisica
Torpiana è la frazione più settentrionale del comune di Zignago, posta verso il bivio in direzione Sesta Godano e del passo del Rastrello. L'abitato è formato da case in pietra arenaria con numerosi passaggi voltati e portali decorati da iscrizioni.

## Storia
Torpiana e Valgiuncata facevano parte di un distretto del Castello di Serramaggiore, del quale esistono ancora pochi ruderi, ricordato per la prima volta in un atto di vendita di Genova del 1276. L'abitato di Serramaggiore, posto in un'altura fra le attuali frazioni di Torpiana e Valgiuncata, venne abbandonato nel corso del XIV secolo, probabilmente a causa di una pestilenza e gli abitanti fuggiti andarono a popolare le attuali frazioni sopracitate.
Durante il secondo conflitto mondiale, nel corso del rastrellamento italiano e tedesco contro i gruppi partigiani attivi intorno al monte Gottero iniziato il 4 aprile 1944 reparti italiani della X MAS investono nella mattinata del 5 aprile Torpiana di Zignago, allora centro dell'organizzazione militare clandestina del Partito d'Azione nello spezzino. Nel corso dell'operazione è ferita a morte Virginia Ferretti, colpita gravemente all'addome, trasportata all'ospedale della Spezia, dove muore due giorni dopo, il 7 aprile. Una volta preso il controllo del paese, i rastrellatori non compiono altre violenze.

## Monumenti e luoghi d'interesse

### Architetture religiose
- Chiesa parrocchiale di San Martino Vescovo, edificata nel XVII secolo, presenta il campanile tinteggiato di giallo, coronato da una cupoletta squamata sormontata da una croce. La facciata è in pietra a vista nella parte inferiore, con portale a tutto sesto racchiuso da due coppie di paraste laterali, mentre nella parte superiore è intonacata di bianco.[2][3]